# Cacia grossepunctipennis
Cacia grossepunctipennis là một loài bọ cánh cứng trong họ Cerambycidae.